# Зеленево (Старгардський повіт)
Зеленево (пол. Zieleniewo) — село в Польщі, у гміні Кобилянка Старгардського повіту Західнопоморського воєводства.
Населення — 329 осіб (2011).
У 1975-1998 роках село належало до Щецинського воєводства.

## Демографія
Демографічна структура станом на 31 березня 2011 року:
|          | Загалом | Допрацездатний вік | Працездатний вік | Постпрацездатний вік |
| -------- | ------- | ------------------ | ---------------- | -------------------- |
| Чоловіки | 166     | 28                 | 128              | 10                   |
| Жінки    | 163     | 31                 | 102              | 30                   |
| Разом    | 329     | 59                 | 230              | 40                   |